# Яниково (гмина)
Яниково (пол. Janikowo) — гмина (волость) в Польше, входит как административная единица в Иновроцлавский повет, Куявско-Поморское воеводство. Население — 13 670 человек (на 2004 год).

## Сельские округа
1. Броневице
2. Добешевице
3. Глогувец
4. Гуры
5. Колодзеево
6. Колуда-Мала
7. Колуда-Велька
8. Людзиско
9. Селец
10. Трлёнг

## Соседние гмины
1. Гмина Домброва
2. Гмина Иновроцлав
3. Гмина Могильно
4. Гмина Пакость
5. Гмина Стшельно